# Arbore genealogic

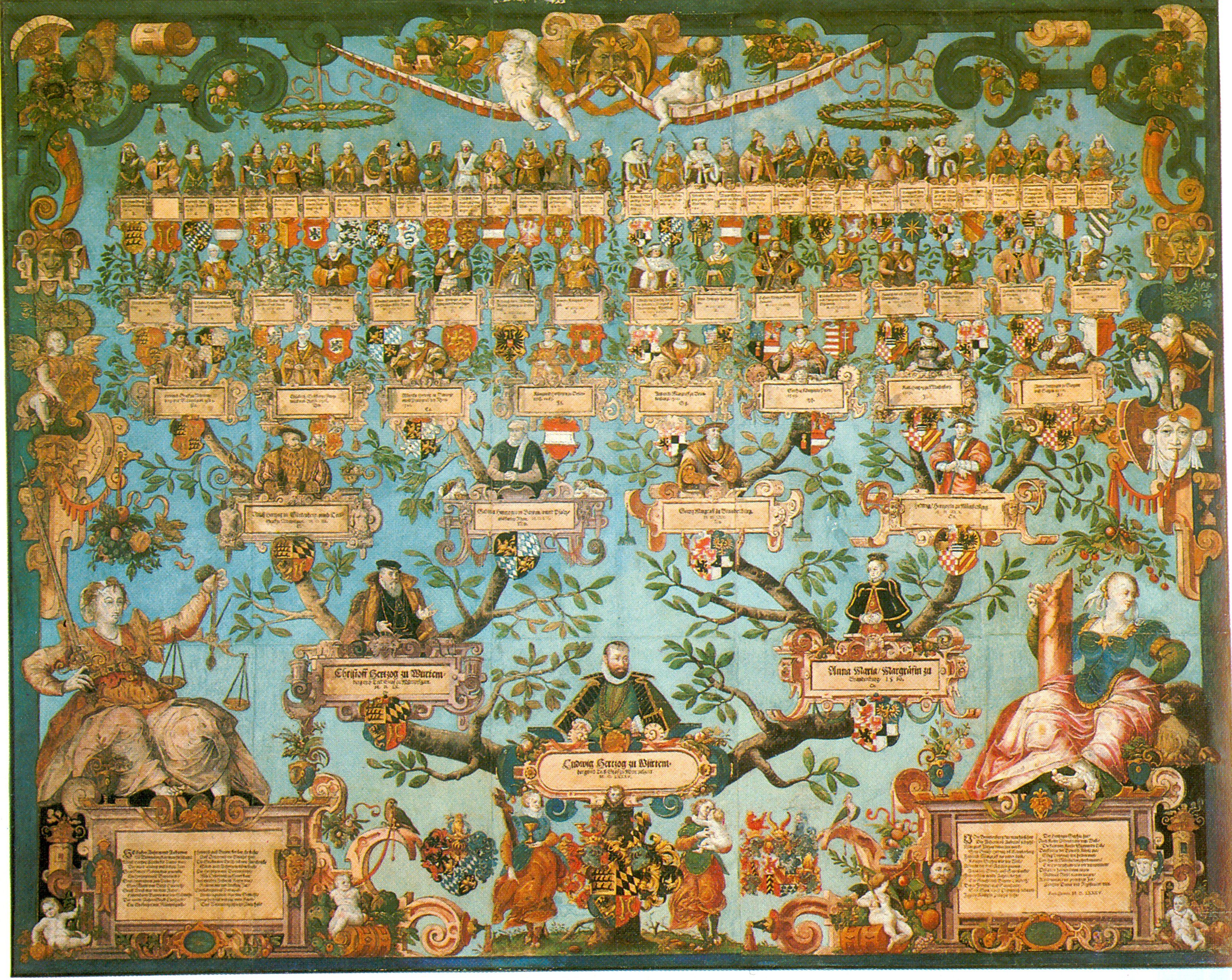
Arbore genealogic decorat

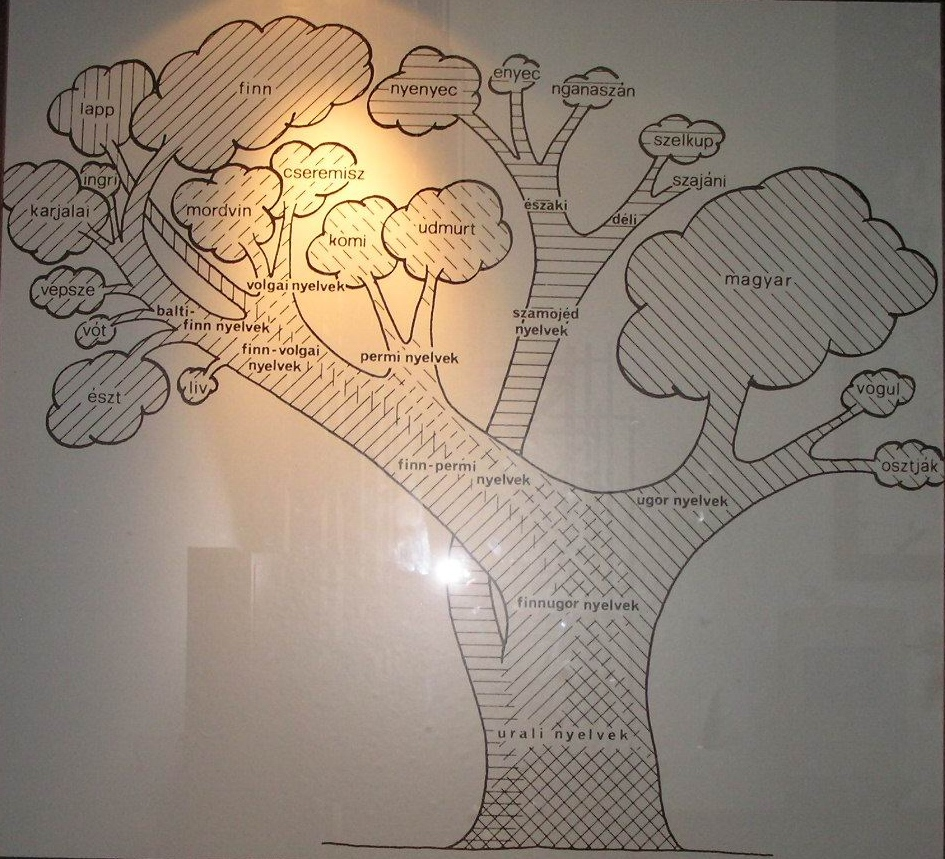
Arbore lingvistic al limbilor fino-ugrice (maghiara, finlandeza ...)

Arborele genealogic este o reprezentare grafică între urmașii unei persoane, pentru a arăta schematic gradul de înrudire al acestora în diferitele familii între ele. Procesul de pregătire a arborelui genealogic al unei persoane sau a unei familii este o parte a științei genealogiece sau chiar și de etnografie.
Relațiile dintre diferitele specii sau de alte entități, de la care se presupune că au un strămoș comun sunt reprezentate de arborele filogenetic. În științele auxiliare ale istoriei se vorbește de arbore genealogic numai în cazul în care, gradul de înrudire este reprezentat grafic în formă de arbore. 

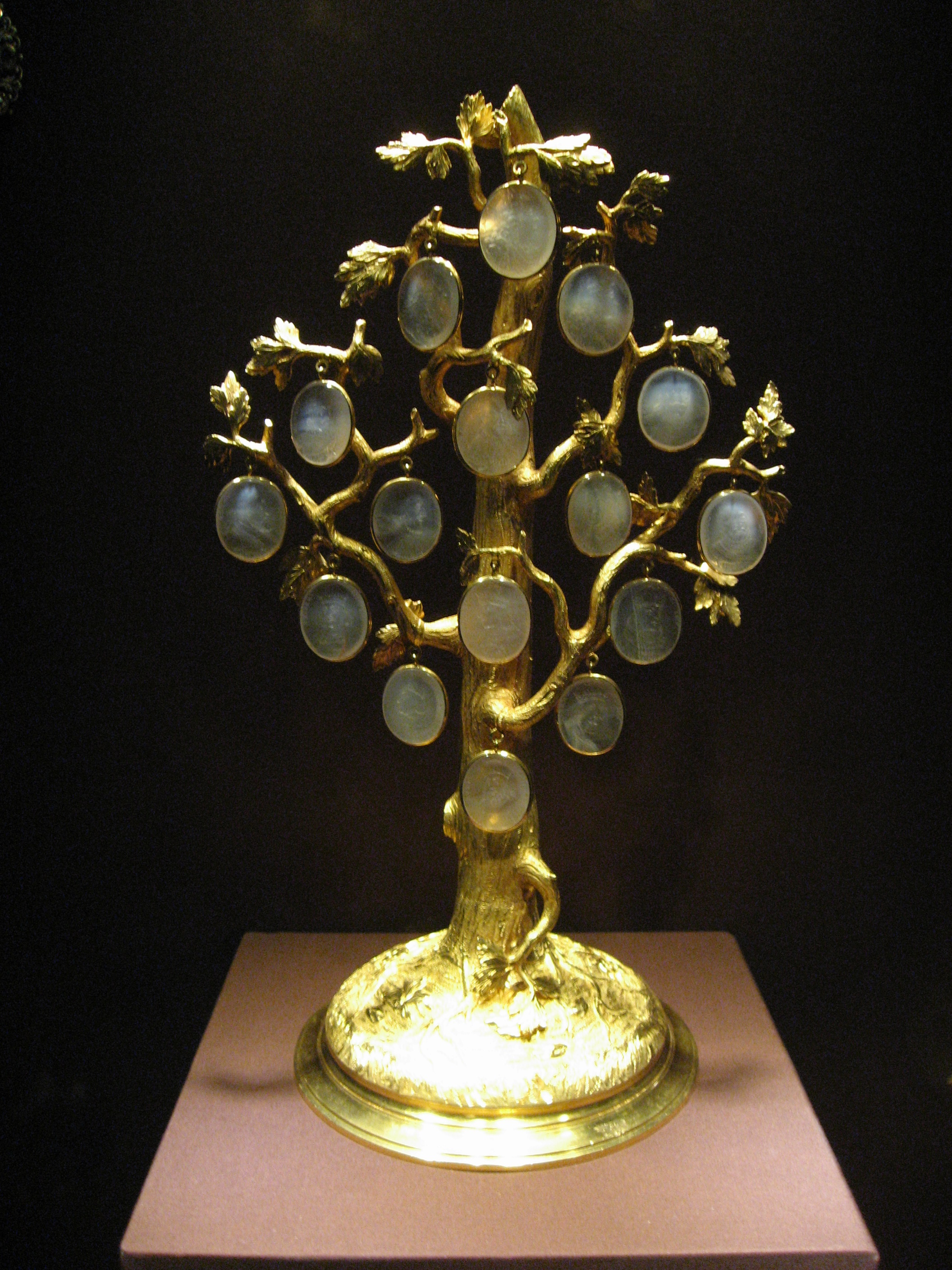
Arborel genealogic cu regii și împărații dinastiei Habsburg

## Prezentare
La arborele genealogic, persoana de referință, cu datele exact cunoscute, este poziționată la rădăcina arborelui. În ramurile deasupra sunt trecuți copii și alți descendenți, iar persoana cu același grad de rudenie mai tînără este trecută în stânga față de cei mai în vârstă. Arborele genealogic se poate reprezenta în diferite variațiuni. De exemplu sunt incluse numai persoane cu același nume. Reprezentarea se poate face doar schematic sau se poate decora în diferite desene.
Arborele genealogic se folosește și în domeniile de:
- Ereditate
- Programare
- Informatică
- Lingvistică